# Léglantiers
Léglantiers és un municipi francès, situat al departament de l'Oise i a la regió dels Alts de França. L'any 2007 tenia 520 habitants.

## Demografia

### Població
El 2007 la població de fet de Léglantiers era de 520 persones. Hi havia 179 famílies de les quals 32 eren unipersonals (14 homes vivint sols i 18 dones vivint soles), 41 parelles sense fills, 74 parelles amb fills i 32 famílies monoparentals amb fills.
La població ha evolucionat segons el següent gràfic:
Habitants censats

### Habitatges
El 2007 hi havia 214 habitatges, 185 eren l'habitatge principal de la família, 14 eren segones residències i 15 estaven desocupats. 205 eren cases i 8 eren apartaments. Dels 185 habitatges principals, 153 estaven ocupats pels seus propietaris, 31 estaven llogats i ocupats pels llogaters i 1 estava cedit a títol gratuït; 12 tenien dues cambres, 35 en tenien tres, 60 en tenien quatre i 79 en tenien cinc o més. 136 habitatges disposaven pel capbaix d'una plaça de pàrquing. A 81 habitatges hi havia un automòbil i a 87 n'hi havia dos o més.

### Piràmide de població
La piràmide de població per edats i sexe el 2009 era:
| Homes | Edats   | Dones |
| ----- | ------- | ----- |
| 0     | 95 o +  | 0     |
| 4     | 90 a 94 | 4     |
| 0     | 85 a 89 | 0     |
| 4     | 80 a 84 | 0     |
| 4     | 75 a 79 | 12    |
| 8     | 70 a 74 | 12    |
| 4     | 65 a 69 | 8     |
| 4     | 60 a 64 | 4     |
| 4     | 55 a 59 | 0     |
| 8     | 50 a 54 | 8     |
| 12    | 45 a 49 | 32    |
| 16    | 40 a 44 | 8     |
| 28    | 35 a 39 | 32    |
| 24    | 30 a 34 | 24    |
| 4     | 25 a 29 | 20    |
| 20    | 20 a 24 | 4     |
| 12    | 15 a 19 | 4     |
| 28    | 10 a 14 | 16    |
| 36    | 5 a 9   | 20    |
| 12    | 0 a 4   | 28    |

## Economia
El 2007 la població en edat de treballar era de 336 persones, 258 eren actives i 78 eren inactives. De les 258 persones actives 234 estaven ocupades (132 homes i 102 dones) i 24 estaven aturades (8 homes i 16 dones). De les 78 persones inactives 18 estaven jubilades, 28 estaven estudiant i 32 estaven classificades com a «altres inactius».

### Ingressos
El 2009 a Léglantiers hi havia 189 unitats fiscals que integraven 551,5 persones, la mediana anual d'ingressos fiscals per persona era de 16.855 €.

### Activitats econòmiques
Dels 4 establiments que hi havia el 2007, 2 eren d'empreses de serveis i 2 d'empreses classificades com a «altres activitats de serveis».
L'únic servei als particulars que hi havia el 2009 era una perruqueria.
L'any 2000 a Léglantiers hi havia 4 explotacions agrícoles que ocupaven un total de 808 hectàrees.

## Equipaments sanitaris i escolars
El 2009 hi havia una escola elemental integrada dins d'un grup escolar amb les comunes properes formant una escola dispersa.

## Poblacions més properes
El següent diagrama mostra les poblacions més properes.